# Житомирское пехотное училище
Житомирское (Ростовское) пехотное училище — военное учебное заведение РККА ВС Союза ССР, сформированное в ноябре 1939 года.

## Первое формирование
Военное училище было сформировано в городе Житомир в ноябре 1939 года. Находилось в здании № 10 по улице Победы. Начальником училища с 1939 года по март 1941 года был полковник И. И. Людников.
В связи с образованием главных управлений Наркомата обороны Союза ССР, отвечающих за состояние и боевую подготовку своего рода войск Приказом Народного комиссара обороны Союза ССР № 0195 «О переподчинении военных академий, училищ и школ Главным управлениям НКО СССР и расформировании Управления высших учебных заведений Красной Армии», от 24 августа 1940 года Житомирское пехотное училище было передано в подчинение Начальнику Управления военно-учебных заведений.
Директивой Генштаба Красной армии от 5 мая 1941 оно было переименовано в Ростовское военное пехотное училище и в начале июля передислоцировано в город Ростов-на-Дону (точнее в поселок Казачьи Лагери около города Новочеркасск). В начале июня был произведен первый выпуск.
В сентябре 1941 года курсантов училища бросили закрывать прорыв около Ростова-на-Дону. С 9 октября по 5 декабря 1941 года полк училища входил в состав  9-й армии Южного фронта. Курсанты принимали участие в боевых действиях совместно  с частями 31-й стрелковой дивизии. Участвовали в Ростовской оборонительной и Ростовской наступательной операциях.
В период с 5 декабря 1941 года по июль 1942 года Житомирское (Ростовское) военное пехотное училище находилось в районе города Ворошиловска (с 1943 года — город Ставрополь), поэтому в воспоминаниях оно иногда называется Ставропольским пехотным училищем. Тогда же, 5 декабря, училище было переименовано обратно из Ростовского в Житомирское.
В мае 1942 года училище возглавил генерал-майор Т. Г. Корнеев.
В середине июля 1942 года училище убыло на Сталинградский фронт в форме курсантского полка. Приказом 24 июля 1942 года в 64-й армии была организована группа Управления курсантскими полками под командованием Корнеева, куда вошли Житомирский, Краснодарский, 1-й Орджоникидзевский, 3-й Орджоникидзевский курсантские стрелковые полки, образованные из Житомирского, 1-го и  3-го Орджоникидзевского пехотных училищ и из Краснодарского пулемётно-миномётного училища.
Курсанты обороняли позицию около села Тебектенерово. Курсантские полки вместе с другими частями 64-й армии ценой значительных потерь смогли задержать наступление противника, тем самым выиграв время для подхода резервов и помогли сорвать план германского командования по быстрому окружению советских войск и полному захвату Сталинграда.
После 3 сентября 1942 года остатки курсантских полков училищ были переформированы в сводный курсантский полк 64-й армии. После следующих боев поредевший сводный курсантский полк был пополнен остатками курсантского полка Винницкого училища и продолжал сражения в составе 64-й армии.
Документов об этом периоде деятельности училища (личных дел, архивов) практически не сохранилось.

## Второе формирование
С 1942 года училище располагалось в городе Казань.